# Slayer
Slayer (МФА: [ˈsleɪə], Слеєр; укр. Вбивця) — американський гурт, який грає в стилі треш-метал.
Засновано 1981 року гітаристами Джефом Ганнеманом та Керрі Кінгом. Slayer очолили музичний рух американського треш-металу після випуску свого альбому Reign in Blood (1986), який вважається найкращим досягненням гурту та одним з найкращих в усьому жанрі треш-метал. Альбом визнаний «класикою треш-металу» журналом Classic Rock та «найважчим альбомом всіх часів» журналом Kerrang!.
Slayer входить до «великої четвірки треш-металу» разом з Metallica, Megadeth та Anthrax.
Характерні риси музики Slayer — швидкий темп, агресивні гітарні соло та тремоло; подвійний бас-барабан та високий вокал.
Тематика обкладинок альбомів та текстів пісень групи зазвичай пов'язана зі смертю, пеклом, сатанізмом, насильством, війною, серійними вбивцями, геноцидом та часто носить антирелігійний характер, за що групу дуже жорстко критикували релігійні діячі та прості слухачі. Через це випуск альбомів Slayer затримувався, а їх продаж взагалі заборонявся в багатьох країнах світу.
За свою кар'єру Slayer видали дев'ять студійних альбомів (чотири з яких отримали статус «золотих» у США), два міні-альбоми, два концертні альбоми, чотири DVD, один бокс-сет та шістнадцять синглів.
Групу тричі номіновано на Греммі, вони отримали призи 2007 року (пісня «Eyes of the Insane») та 2008 («Final Six»).

## Історія

### Ранній період (1981–1982)
Група Slayer було створено 1981 року, коли гітаристи Керрі Кінг та Джефф Ганнеман зустрілися під час прослухування для участі в блюзовій групі, назву якої вони обоє вже не пам'ятають.
Того дня два музиканти розговорилися, а коли Джефф зіграв уривки композицій Iron Maiden та Judas Priest, Керрі здивувався та запропонував створити власний гурт. На місце бас-гітариста дует запросив Тома Арая, який до того грав разом з Кінгом в іншому колективі. Барабанщика Дейва Ломбардо було запрошено до гурту після того, як під час виконання одного з замовлень (він працював у піцерії) той зустрівся з Керрі Кінгом, який розповів йому, що грає на гітарі.
Молодий гурт спочатку виконував кавер-версії пісень Iron Maiden та Judas Priest у клубах Південної Каліфорнії. Для ранніх виступів колективу була характерна сатанинська атрибутика, яка включала пентаграми, перевернуті хрести та одяг з шипами.
Незабаром Slayer запропонували зіграти разом із гуртом Bitch у клубі Woodstock у Лос-Анджелесі. Slayer зіграли вісім композицій, шість з яких були кавер-версіями. Під час цього виступу на гурт звернув увагу Браян Слейґел, колишній музичний журналіст, який заснував власний лейбл Metal Blade Records. Вражений грою Slayer, Слейґел зустрівся з учасниками колективу за кулісами та запропонував музикантам записати їх пісню Aggressive Perfector для збірки Metal Massacre 3 (1983). Slayer погодилися, і композиція, яка з'явилася в збірці, викликала великий резонанс серед фанатів металу. Metal Blade Records запропонували Slayer підписати контракт.

### Show No Mercy,Haunting the ChapelіHell Awaits(1983–1986)
За умовами контракту гурту не було виділено грошей для запису дебютного альбому, тому учасникам довелося фінансувати його самостійно. Заощадження Тома Араї та гроші, взяті у борг у батька Керрі Кінга, і стали тією сумою, з якою гурт взявся до запису альбому в листопаді 1983 року. Робота над альбомом велася швидко, і він з'явився на полицях магазинів за три тижні після закінчення запису. Show No Mercy, видано в грудні 1983 року під лейбом Metal Blade Records, зробив гурт популярним в андеграунді, і 1984 року Slayer почали своє перше турне по клубах на підтримку альбому. Slayer пересувалися на Chevrolet Camaro (що належав Тому Араї), який буксирував трейлер U-Haul. Турне принесло гурту ще більшу славу: продажі Show No Mercy в США досягли 20 000 копій; ще 20 000 було продано в усьому світі.
У серпні 1984 року Slayer видали міні-альбом Haunting the Chapel, який складається з трьох композицій. Альбом представив нову, похмурішу та треш-металічну стилістику гурту у порівнянні з його попередником та став основою для подальшої творчості колективу. Композиція «Chemical Warfare», що відкриває альбом, стала постійним номером живих виступів Slayer — її грають практично на кожному концерті з 1984 року. Після виходу Haunting the Chapel Slayer вперше з'явилися в Європі на фестивалі Heavy Sounds Festival в Бельгії. Slayer виступали на розігріві у гурту UFO. Після цього колектив повернувся до США та почав турне Haunting The West Coast.
Незабаром після закінчення туру, Керрі Кінг тимчасово пішов з Slayer та приєднався до нового гурту Дейва Мастейна Megadeth. Джефф Ганнеман був схвильований рішенням Кінга — в інтерв'ю він сказав: «Я вважаю, нам доведеться знайти нового гітариста». Попри те, що Мастейн хотів, аби Кінг був постійним учасником Megadeth, Керрі повернувся до Slayer після п'яти концертів, сказавши, що Megadeth «витрачали надто багато його часу». Ці події призвели до конфлікту між Керрі Кінгом та Дейвом Мастейном, який вилився у ворожнечу між двома гуртами. Після повернення Кінга Slayer вирушили в тур під назвою Combat Tour разом з гуртами Venom та Exodus. У листопаді 1984 року було видано концертний запис Slayer Live Undead.
На початку 1985 року обсяг продажів Show No Mercy склав більше 40 000 копій, і Slayer повернулися до студії для запису другого повноформатного альбому. Лейбл Metal Blade Records погодився фінансувати запис, що дало гурту можливість найняти продюсера. Ним став Рон Фейр.
У вересні 1985 року було видано другий альбом Slayer — Hell Awaits (укр. Пекло чекає). Для цього альбому характерна похмура атмосфера. Пекло та Сатана стали основною тематикою пісень. Альбом став «найпрогресивнішим» у творчості Slayer: він містив триваліші пісні та складні композиційні структури. Реліз починається піснею «Hell Awaits», на початку якої демонічний голос повторює фразу «Join us» (укр. Приєднуйся до нас); пізніше голос каже: «Welcome Back» (укр. Із поверненням), і відкриваюча пісня переходить безпосередньо до початку музики.

### Reign in Blood(1986–1987)
Hell Awaits став успішним альбомом, і Slayer отримали пропозицію укласти контракт з лейблом Def Jam Recordings. Гурт прийняв пропозицію, і з досвідченим продюсером та солідним бюджетом записав новий альбом, який стилістично відрізнявся від Hell Awaits. Для нової платівки були характерні коротші, швидші, хардкордніші композиції з якіснішим звучанням. Зникло складне аранжування композицій альбому-попередника.
Компанія Columbia Records, дистриб'ютор Def Jam, відмовилася видавати альбом Reign in Blood через обкладинку та тематику. Наприклад, текст пісні «Angel of Death» розповідає про експерименти Йозефа Менгеле над людьми в нацистських концтаборах. Альбом видано 7 жовтня 1986 року та його розповсюджувала компанія Geffen Records, хоча через критику Reign in Blood не потрапив до каталога альбомів цієї компанії. Попри те, що альбом практично не отримав радіоефіру, він став першим релізом у творчості Slayer, який потрапив до чарту Billboard 200, а також першим «золотим» за сертифікацією альбомів в США.
У жовтні 1986 року Slayer почали турне Reign in Pain з гуртом Overkill в Америці та Malice в Європі. Slayer також запросили зіграти на розігріві у W.A.S.P. під час американської частини турне, але барабанщик Slayer Ломбардо пішов з гурту, заявивши, що він «не заробляє грошей». Для продовження турне Slayer запросили барабанщика гурту Whiplash Тоні Скагліоне. Через деякий час дружина Ломбарда переконала його повернутися до Slayer, що й відбулось 1987 року. За наполяганням Рубіна Slayer записали кавер-версію пісні «In-A-Gadda-Da-Vida» гурту Iron Butterfly для фільму «Less Than Zero». Учасники гурту залишилися невдоволені записом: Ганнеман вважав його неправильною презентацією суті гурту, а Кінг назвав його «шматком лайна», однак пісня стала однією з перших композицій колективу, що потрапила в радіоефір.

### South of HeavenіSeasons in the Abyss(1988–1993)
Slayer повернулися до студії для запису четвертого студійного альбому. Він дуже відрізнявся від Reign in Blood: цього разу гурт вирішив знизити темп пісень, вокал став мелодійнішим у порівнянні з різкими криками в попередньому альбомі. Ганнеман казав: «Ми знали, що не зможемо перевершити Reign in Blood, тому нам довелося записати альбом з повільнішими піснями. Ми знали, все, що ми випустимо, порівнюватимуть з Reign in Blood, і, пам'ятається, ми обговорювали варіант зі зниженням темпу. Це було дивним: ми ніколи такого не робили...». Альбом South of Heaven, виданий в липні 1988 року, отримав суперечливі відгуки фанатів та критиків. Однак він став комерційно найуспішнішим альбомом Slayer на той час, д 57 рядку чарта Billboard 200, та став другим «золотим» (за сертифікацією в США). Кінг вважає цей альбом «своїм найтьмянішим виконанням», хоча у Араї склалося краще враження від South of Heaven.
В 1989 році для запису наступного альбому Slayer найняли продюсера Енді Воллеса. Через те, що South of Heaven публіка сприйняла не дуже добре, було вирішено повернутися до швидкості та брутальності Reign in Blood, але зі збереженням мелодійності попередника. Seasons in the Abyss, виданий в жовтні 1990 року, став першим альбомом Slayer, виданим на новому лейблі Рубіна Def American. Seasons in the Abyss досяг 44 рядка в Billboard 200 та в 1992 році отримав сертифікацію «золотого». На основну композицію альбому було знято кліп (біля пірамід в Гізі).
В вересні 1990 року Slayer вирушили в тур Clash of the Titans разом з Megadeth, Suicidal Tendencies та Testament вже як одні з головних виконавців. У той час американський треш-метал був на піку своєї популярності, тому тур було продовжено в травні 1991 року, і разом з Megadeth, Anthrax та Alice in Chains гурт Slayer вирушив на гастролі в США. 1991 року колектив видав подвійний концертний альбом Decade of Aggression, таким чином відзначивши десятиріччя своєї кар'єри. Компіляція посіла 55 позицію в Billboard 200.
В травні 1992 року Ломбардо покинув гурт через конфлікти з іншими учасниками, а також його бажання відійти від туру в зв'язку з народженням першого сина. Дейв заснував власний гурт Grip Inc. з гітаристом Voodoocult Вальдемаром Соріхта. Учасники Slayer взяли до гурту колишнього барабанщика Forbidden Пола Бостафа. Slayer вперше з'явилися на сцені разом з Бостафом 1992 року на фестивалі Monsters of Rock.

### Divine InterventionіUndisputed Attitude(1994–1997)
В 1994 році Slayer видали альбом Divine Intervention, перший альбом гурту з новим барабанщиком. Позиції цього релізу в чартах були рекордними для групи на той час: платівка дебютувала на 8 позиції в Billboard 200. В альбомі Divine Intervention були пісні про одного з ініціаторів Голокосту Рейнхарда Гейдріха, а також про серійного вбивцю та каннібала Джеффрі Дамера (композиція «213» — номер квартири, в якій він скоював злочини). Іншими темами альбому були вбивства, гріхи церкви та критика державної влади; у віршах виявилась цікавість Тома Арайї до серійних вбивць.
Slayer вирушили в світове турне 1995 року. Було видано концертний відеозапис під назвою Live Intrusion, на якому була кавер-версія пісні «Witching Hour» гурту Venom, виконана Slayer разом з Machine Head. Але стосунки між Slayer та Machine Head значно погіршали. Після турне Slayer брали участь у фестивалі Monsters of Rock, де головним виконавцем був треш-метал гурт Metallica.
Наступного року Slayer видали платівку Undisputed Attitude — збірку кавер-версій пісень у стилі панк-рок. Slayer зіграли композиції таких гуртів як Minor Threat, TSOL, DRI, DI, Verbal Abuse, Dr. Know та The Stooges. В альбомі також були присутні оригінальні пісні Slayer: «Gemini», «Can't Stand You», «DDAMM». Після випуску цього альбому Пол Бостаф пішов з гурту. На місце Бостафа Slayer взяли барабанщика гурту Testament Джона Детте та 1996 року виступили на фестивалі Ozzfest разом з Ozzy Osbourne, Danzig, Biohazard, Sepultura та Fear Factory. Через рік Детте вигнали з Slayer через конфлікт з іншими учасниками колективу. Пол Бостаф повернувся до гурту для продовження турне.
В 1996 році проти гурту батьками 15-літньої Еліз Палер було розпочато судовий процес: вони звинуватили гурт в підбурюванні вбивць їх дочки до злочину за допомогою текстів пісень. Суд постановив, що «жодне з розпусних злочинів, скоєних стосовно Еліз Марі Палер, не було б скоєно без навмисної маркетингової стратегії дез-метал-гурту Slayer». Справа була закрита 2001 року з кількох причин, включаючи принцип свободи слова. Батьки Еліз вдруге подали до суду на Slayer та їх лейбл, але цю справу також було припинено. Суддя Джеффрі Берк заявив: «Я не вважаю музику Slayer непристойною чи шкідливою для неповнолітніх».

### Diabolus in Musica (1998–2000)
Альбом Diabolus in Musica (укр. Диявол у музиці) було видано 1998 року й він дебютував на 31 позиції в чарті Billboard 200. Продажі становили більше 46 000 копій.
Альбом отримав суперечливі відгуки: негативно було сприйнято насамперед ню-металеві елементи в музиці (наприклад, опущений гітарний ряд). Критик New York Time Бен Ратліфф зауважив, що «вісім з одинадцяти пісень з Diabolus in Musica написані в однаковому похмурому стилі». У той же час критик PopMatters Едріен Бегранд сказав, що пісні Bitter Peace, Death's Head та Stain of Mind «рвуть на клапті музику молодих клоунів на кшталт Slipknot».
Альбом став першою платівкою гурту, записану зі зниженим гітарним строєм.
Slayer разом з хардкор-техно гуртом Atari Teenage Riot записали пісню для фільму Spawn. Пізніше гурт зіграв кавер-версію пісні Black Sabbath Hand of Doom для другого трибьют-альбому Nativity in Black II. Під час світового турне на підтримку нового альбому, Slayer виступили у Великій Британії на фестивалі Ozzfest (1998 року) разом з Black Sabbath, Ozzy Osbourne, Foo Fighters, Pantera, Soulfly, Fear Factory та Therapy?.

### God Hates Us All (2001–2005)
Після деяких затримок (пов'язаних з мікшуванням та обкладинкою) альбом God Hates Us All було видано 11 вересня 2001 року. Гурт вперше номінували на Греммі за композицію Disciple, але нагорода дісталася колективу Tool за пісню Schism. Через промо-матеріали та дату випуску альбом мимоволі асоціювався з терактами 11 вересня 2001 року.
Терористичні атаки поставили під сумнів проведення турне Tattoo the Planet, в якому спочатку повинні були брати участь музичні колективи Pantera, Static-X, Biohazard та Vision of Disorder. Концерти було скасовано або відкладено через обмеження перельотів, і більшість гуртів вирішили не брати участь у турі. До початку європейської частини Tattoo the Planet залишилися тільки Slayer та Static-X. Pantera, Vision of Disorder та Biohazard було замінено на Cradle of Filth та інші гурти (залежно від місця проведення концерту — Amorphis, In Flames, Moonspell, Children of Bodom та Necrodeath). Барабанщик Пол Бостаф залишив Slayer перед різдвом 2001 року через травму ліктя, яка заважала йому грати. Але турне на підтримку God Hates Us All ще не було закінчено, і Керрі Кінг зв'язався Дейвом Ломбардо з «оригінального складу» Slayer та запитав, чи не допоміг би він закінчити турне. Ломбардо прийняв пропозицію та залишився в колективі на постійній основі.
Протягом осені 2003 року Slayer грали альбом Reign in Blood на концертах, які називалися Still Reigning. Кульмінаційним моментом було виконання останньої пісні Raining Blood під штучним кривавим дощем. Концертний відеозапис в Огасті 11 липня 2004 року було видано на DVD Still Reigning. Slayer також видали DVD War at the Warfield та бокс-сет Soundtrack to the Apocalypse, куди ввійшли раритетні записи, концертний CD та DVD з різними виступами, а також атрибутика Slayer.
У період з 2002 по 2004 рік Slayer зіграли понад 250 концертів, були хедлайнерами великих музичних фестивалів: H82k2, Summer tour, Ozzfest та Download Festival. Під час підготовки до Download Festival в Англії барабанщика групи Metallica Ларса Ульріха було госпіталізовано з невідомою хворобою і він не міг виступати. Вокаліст Metallica Джеймс Гетфілд шукав охочих посісти місце Ульріха в останні хвилини перед концертом. Пропозицію прийняли Дейв Ломбардо та Джої Джордисон (з гурту Slipknot). Дейв виконав пісні Battery та The Four Horsemen.

### Christ Illusion (2006–2008)
Випуск альбому Christ Illusion спочатку було заплановано на 6 червня 2006 року (6.06.06), однак гурт вирішив затримати вихід платівки, оскільки учасники не хотіли, щоб Slayer опинився серед багатьох колективів, які видадуть альбом 6 червня. Замість цього гурт 6 червня видав обмеженим накладом міні-альбом Eternal Pyre. На ньому була пісня Cult з альбому Chirst Illusion, концертний аудіозапис пісні War Ensemble, відео процесу запису Cult, а також п'ятихвилинне відеознімання того, як один фанат гурту вирізав логотип Slayer у себе на передпліччі. Весь наклад у 5000 примірників було розпродано в перші години після появи на полицях мережі магазинів Hot Topic, яка мала ексклюзивне право на продаж цього релізу.
Альбом Chirst Illusion став першим (із 1990 року) релізом, у записі якого брав участь барабанщик Дейв Ломбардо.
Остаточною датою релізу нового альбому Slayer стало 8 серпня 2006 року. Платівка дебютувала на п'ятій позиції в чарті Billboard Top 200. Першого тижня було продано 62 000 копій альбому. П'ята позиція в чарті стала рекордною для Slayer. Але попри це, рейтинг альбому наступної неділі впав до 44 місця.
Через три тижні після випуску Christ Illusion Slayer було прийнято до зали слави Kerrang! за «їхній вплив на всю сцену хеві-металу».
Для підтримки нового альбому Slayer вирушили в світове турне The Unholy Alliance. Початок турне було заплановано на 6 червня, але згодом його перенесли на десяте число того ж місяця, тому що Тому Арая потрібна була операція на жовчному міхурі. In Flames, Mastodon, Children of Bodom, Lamb of God, Thine Eyes Bleed грали разом зі Slayer як підтримка в рамках туру.
30 жовтня того ж року видано перший відеокліп до альбому, знятий на пісню Eyes of the Insane.
Ця композиція також наявна в саундтреку фільму Пила 3. Завдяки їй Slayer виграли свою першу Греммі за «найкраще виконання металу».
У квітні Slayer дали концерти в Австралії та Новій Зеландії разом з гуртом Mastodon. Колектив також з'явився на фестивалі Download Festival, Rock Am Ring. Влітку Slayer виступали на одній сцені з Marilyn Manson та Bleeding Through.
Гурт видав особливий реліз Christ Illusion із новою обкладинкою та бонусною композицією Final Six, за яку їм присудили другу премію Греммі (в тій же номінації, що й попередня).
В інтерв'ю Thrash Hits та журналу Worcester Арая висловив непевність щодо майбутнього гурту. Він також зазначив, що після запису наступної платівки гурт буде змушений «сісти та обміркувати майбутнє». В інтерв'ю сайту The Quietus Кінг оптимістично зауважив, що гурт запише принаймні ще два альбоми перед можливим розпадом.
В інтерв'ю Yebo TV Ханнеман заявив, що почав писати три нові пісні для нового альбому. А тим часом музиканти провели осінь-зиму 2008 року в турне The Unholy Alliance: Chapter III — продовженні популярного турне, в якому крім Slayer цього разу взяли участь Trivium, Amon Amarth та Mastodon.

### World Painted Blood (2009-2012)
|                |          |            |
| Джефф Ганнеман | Том Арая | Керрі Кінг |

3 листопада 2009 року під лейблом American Recordings / Sony Music видано альбом World Painted Blood. Альбом потрапив у мережу дещо раніше офіційного релізу (24 жовтня).
Нову роботу було спродюсовано Грегом Фідельманом та Ріком Рубіном (виконавчий продюсер).
Група записала в студії 13 пісень (7 пісень написано Джефом Ганнеманом і 6 — Керрі Кінгом), але до фінальної версії альбому потрапило лише 11 треків.

### Хвороба Ганнемана, конфлікт з Ломбардо (2012-2013)
У квітні 2012 року Керрі Кінг, в інтерв'ю журналу Metal Hammer, заявив про вихід нового альбому, згадавши, що він може вийти вже ближче до початку фестивалю Mayhem, де Slayer будуть гедлайнерами.
|  | …Ми працюємо над цим альбомом уже протягом кількох тижнів і продовжуємо працювати. Зараз, я і Дейв, працюємо над дев'ятьма піснями, ще ми думаємо зробити дві чи три речі, як вийде, загалом. Я не знаю, вийде альбом чи ні, але я сподіваюся, що ми таки зможемо дати його зацінити на цьому фестивалі… |

Тоді ж, музиканти виявили бажання якось прев'ю альбому випустити реліз із кількома новими піснями. У червні Том Арая розповів, що це буде двопісенний сингл (з піснями "Chasing Death" та "Implode" (автор - Керрі Кінг)), який планувалося випустити ближче до кінця літа.
На початку 2013 року гурт розпочинає запис нового альбому, але 21 лютого було оголошено про звільнення Дейва Ломбардо з колективу. Причиною відходу Ломбардо назвав фінансові розбіжності, а також конфлікт із Керрі Кінгом, який, за словами барабанщика, і був тим, хто виключив його зі складу. На час Австралійського туру його замінив Джон Детте, який раніше співпрацював із групою.
Через два місяці, 3 травня, на групу чекало їх найбільше потрясіння: від печінкової недостатності помер засновник гурту Джефф Ганнеман, який грав у групі з моменту її створення. Останніми роками музикант хворів на некротичний фасціїт, який був викликаний укусом павука та зловживанням алкоголем. У Ганнемана залишилася дружина Кейтрін, з якою він був одружений 16 років.
Наприкінці травня Том Арая повідомив, що Пол Бостаф повертається до гурту. 4 червня, з новим «старим» барабанщиком, гурт відкрив північноамериканський тур із групами Gojira та 4arm.

### Repentless, скасований студійний альбом, прощальний тур та розпад (2014–2019)
У 2014 році на церемонії Golden Gods Awards журналу Revolver Slayer випустила "Implode" - першу пісню за останні п'ять років. Гурт оголосив, що вони підписали контракт із Nuclear Blast і випустять новий альбом у 2015 році. Було повідомлено, що Ґері Голт візьме на себе обов'язки гітариста, хоча Голт не візьме участі у записі текстів до пісень. Серію концертів на рідному континенті гурт продовжив у червні в компанії з Suicidal Tendencies та Exodus. 2015 року Slayer вдруге була гедлайнером на Rockstar Energy Mayhem Festival. Repentless, одинадцятий альбом гурту, вийшов 11 вересня 2015 року. На підтримку Repentless Slayer брала участь у турне з Anthrax та Kvelertak у жовтні та листопаді 2015 року та брала участь у турі Сполученими Штатами з Testament та Carcass у лютому та березні 2016 року.
У січні 2018 року стало відомо, що гурт перестане існувати після фінального світового турне, яке розпочалося у травні і продовжиться у червні в Північній Америці за підтримки Lamb of God, Anthrax, Behemoth та Testament. Другий етап північноамериканського туру відбудеться в липні-серпні за участю Napalm Death, які замінять Behemoth, а потім у листопаді та грудні група вирушить у європейський тур разом із Lamb of God, Anthrax та Obituary. Також повідомляється, що гурт вирушить до оновленого туру Clash of the Titans разом з Megadeth, Sepultura та Testament, в рамках свого прощального турне. Були розмови про ще один виступ Slayer разом із Metallica, Megadeth та Anthrax у рамках Big Four tour.
2 грудня 2018 року Ґері Голт оголосив, що не братиме участі в частині європейського туру, щоб побути зі своїм вмираючим батьком. Його замінить колишній гітарист Machine Head та Vio-lence Філ Деммел.
Голт заявив, що Slayer не випустить альбому перед своїм розпадом. З приводу того, як довго триватиме прощальний тур, колега по групі Голта з Exodus - вокаліст Стів «Zetro» Суза прокоментував: «На мою думку, [останній тур] займе півтора або два роки, але я думаю, що [робота Холта над альбомом] вже закінчено. Я тут знаю те саме, що й інші, я тут людина стороння, і внутрішньої інформації у мене немає.» Останній етап туру Північною Америкою під назвою The Last Campaign відбувся в листопаді 2019 року. На розігріві виступили Primus, Ministry та Philip H. Anselmo & The Illegals. Попри те, що тур Slayer названий прощальним, їх менеджер Рік Сейлз заявив, що гурт не розпадається, але не збирається будь-коли знову виступати наживо. Крістен Малдеріг, яка співпрацює з Rick Sales Entertainment Group, також каже, що після завершення туру будуть проводитись якісь заходи, пов'язані зі Slayer. Однак, через два дні після завершення туру, дружина Кінга Аїша заявила на своїй сторінці в Instagram, що «немає чортових шансів», що Slayer колись возз'єднаються, щоб грати концерти.
У березні 2020 року, розмовляючи з Guitar World про свою останню співпрацю з Dean Guitars, Кінг натякнув, що продовжить займатися музикою крім Slayer, просто сказавши: «Dean підписувала мене не дарма!». У серпні Кінг в інтерв'ю на каналі Dean Guitars на YouTube заявив, що має «більше два музичні записи» для його нового проєкту, який ще не був розкритий. Пізніше Бостаф підтвердив, що він і Кінг працюють над новим проєктом, який «звучатиме як Slayer - але не навмисно». Тоді ж дружина Кінга Аїша знову виключила можливість возз'єднання Slayer, заявивши, що її чоловік та Арайя "ніколи більше не будуть Slayer".

## Вплив
Slayer разом з Megadeth, Anthrax та Metallica входить до «великої четвірки треш-металу». Серед груп цієї четвірки Slayer представляють найекстремальніший напрямок. Гурт справив величезний вплив на треш- та дет-метал. Багато метал-гуртів, які грають у цих стилях, видали диски з кавер-версіями пісень Slayer зокрема Dissection, Hypocrisy, Merciless, At The Gates, Enslaved, Diabolical Insane, Dark Funeral, Carnifex, Krisiun, Six Feet Under, Vader та інші.
MTV назвало гурт шостим серед метал-гуртів усіх часів. Slayer посідають п'ятдесяту позицію в списку «100 найвидатніших виконавців хард-року» VH1.
Джефф Ханнеман та Керрі Кінг посідають десяту позицію в списку «100 найкращих метал-гітаристів усіх часів» журналу Guitar World (2004 рік).
Реліз групи 1986 року Reign in Blood справив значний вплив на екстремальний метал у цілому та на треш-метал зокрема. Журнал Kerrang! назвав запис «найважчим альбомом усіх часів», Stylus Magazine — «найкращім твором жанру», а All Music Guide схарактеризували альбом як «непохитна класика». 2006 року журнал Metal Hammer назвав Reign in Blood найкращим альбомом металу останніх двадцяти років.

## Стиль
Ранню творчість Slayer можна схарактеризувати як «шалено швидкісну музику та майстерне володіння інструментами». Перші альбоми поєднували в собі структуру хардкору та елементи спід-металу (швидкість, а також агресивність).
В альбомі God Hates Us All гітаристи грали на семиструнних інструментах. Деякі фанати характеризують цей реліз Slayer як ню-метал, хоча в All Music Guide була протилежна думка.
Дует Ханнемана та Кінга і їх спільні гітарні соло називали «дикими та хаотичними». Деякі видання характеризують талант гітаристів як «збочений».
Барабанщик Дейв Ломбардо грає на двох бас-бочках замість однієї.
Завдяки своїй швидкості, агресивності та чіткій грі Ломбардо отримав звання «хрещений батько подвійної бас-бочки». Під час гри із застосуванням своєї улюбленої техніки Дейв не торкається п'ятами землі.

## Творчий процес
Тексти пісень пишуть Джефф Ханнеман, Керрі Кінг та Том Арая. Музику — Кінг, Ханнеман та Дейв Ломбардо з допомогою Тома Арайї. Першою «пробою пера» Тома Арая було написання текстів пісень альбому South of Heaven разом з Ханнеманом та Кінгом, до того ж Кінг часто залишався в тіні свого колеги-гітариста. Ханнеман заявляє, що написання текстів дозволено всім у Slayer. «Інколи я в дусі й у мене накопичується більше матеріалу, те ж саме буває з Керрі. Кожен може писати що завгодно, якщо виходить нормально, ми використовуємо в піснях, інакше — ні».
Під час створення нових альбомів Slayer спершу пишуть музику, а лише потім тексти.

## Критика

Гурт часто звинувачували в симпатіях до нацизму через схожість логотипу Slayer з нацистською символікою

Slayer часто звинувачували в симпатіях до нацизму. Це зумовлено тим, що логотип гурту нагадує свастику, а також наклейками СС на гітарах гурту та тематикою деяких пісень. Наприклад, пісню Angel of Death було написано під впливом історії про фашиста Йозефа Менгеле. Гурту часто ставили питання з цього приводу, й учасники відповідали, що не виправдовують нацизм, а лише цікавляться цією темою.
Випадок, коли Slayer записали кавер-версію пісні Guilty of Being White гурту Minor Threat, став приводом для підозр учасників гурту в підтримці теорії расової переваги білих. Дискусії через це призвели до того, що в кінці пісні рядок «Guilty of being white» було змінено на «Guilty of being right». Це розлютило фронтмена Minor Threat Іена Маккея, який, як автор пісні, сказав, що така переробка образлива для нього.
В інтерв'ю 2004 року Том Арая на питання чи «Розуміють критики, що ви загрузнули в пародії?» відповів наступне: «Ні. Люди вважають, що ми співаємо про все серйозно!.. а ми лише прагнули створити собі імідж. Нашою метою було злякати людей». Том Арая також заперечував чутки про те, що учасники Slayer є сатаністами, хоча вони, за його словами, і знаходять тему сатанізму цікавою.
У Фуллертоні (штат Каліфорнія) рекламу альбому Slayer на автобусних зупинках було визнано образливою, а зображення черепів на ній та назву групи — неприйнятними.
В Індії альбом 2006 року було вилучено з продажу після релігійних протестів проти зображення свастики на обкладинці, яка була намальована Ларрі Керроллом.

## Склад гурту
| - Том Арая — вокал, бас-гітара (з 1981 року) - Керрі Кінг — гітара (з 1981 року) - Ґері Голт — гітара (з 2013 року, 2011-2013 як гастрольний учасник) - Пол Бостаф — ударні (1992–1996, 1997–2001, з 2013 року) | - Том Арая — вокал, бас-гітара - Керрі Кінг — гітара - Джефф Ганнеман — гітара - Дейв Ломбардо — ударні | - Джефф Ганнеман — гітара (1981–2013) - Дейв Ломбардо — ударні (1981–1986, 1987–1992, 2001–2013) - Джон Детте — ударні (1996–1997, 2013 як гастрольний учасник) | - Тоні Скагліоне — ударні (1987) - Пет О'Браєн — гітара (2011) - Філ Деммель — гітара (2018-2019) |

## Нагороди
| Рік  | Ногорода      | Номінація                 | Пісня              |
| ---- | ------------- | ------------------------- | ------------------ |
| 2007 | Премія Греммі | Найкраще виконання металу | Eyes of the Insane |
| 2008 | Премія Греммі | Найкраще виконання металу | Final Six          |